# Macoma cerina
Macoma cerina är en musselart som beskrevs av C. B. Adams 1845. Macoma cerina ingår i släktet Macoma och familjen Tellinidae. Inga underarter finns listade i Catalogue of Life.